# Ploszkánfalva
Ploszkánfalva (ukránul: Плоскановиця) falu Ukrajnában, Kárpátalján, a Munkácsi járásban.

## Fekvése
Szentmiklóstól keletre, Kislécfalva szomszédjában fekvő település.